# Da Storia nasce Storia
Da Storia nasce Storia (1991), ideato da Ottavio Rosati, è stato il primo programma televisivo nel mondo a realizzare il progetto dello "Psico-cinema" che Jacob Levi Moreno, inventore dello psicodramma e degli Action Methods, aveva teorizzato nel 1946 nel primo volume del suo trattato Psychodrama.
I primi due esperimenti di psicodramma televisivo furono realizzati da Moreno per la televisione francese ma non furono mai trasmessi. Sono Le Psychodrame (1956) con la regia di Roberto Rossellini all'inizio del suo passaggio dal cinema alla televisione, e con un giovanissimo Claude Lelouch operatore e Psychodrame d'un Marriage (1964)  girato alla Sorbonne con la regia di Jean Luc Leridon. L'utopia di Moreno era quella di poter allargare a un pubblico televisivo enorme la risonanza gruppale e l'effetto terapeutico di psicodrammi filmati e trasmessi in diretta o differita.
L'autore di 'Da Storia nasce storia' è il regista e psicodrammatista Ottavio Rosati che ne è stato anche conduttore. Il suo format aggiunge all'idea base di Moreno attori di professione capaci di improvvisare come Rosalia Maggio come 'ego ausiliari' interpreti degli psicodrammi mentre un musicista improvvisava temi musicali.  Un'altra novità, di tipo cinematografico era nella realizzazione di un apposito set con luci e un repertorio di materiali scenografici provenienti dal Teatro dell'Opera e dal Teatro Stabile di Torino. Claudio Bondì, regista, allievo di Roberto Rossellini ha curato le riprese televisive con tre operatori video e una camera fissa.
Il programma prodotto da Rai 3 sotto la direzione di Angelo Guglielmi e coi capistruttura Giovanni Tantillo e Lucia Campione e a cura di Bianca Maria Pontillo è andato in onda da ottobre al dicembre del 1991 in prima serata con un notevole riscontro di pubblico e critica. Laura Carassai su La Stampa lo definì il successo teatral-televisivo di fine d'anno.

## Caratteristiche

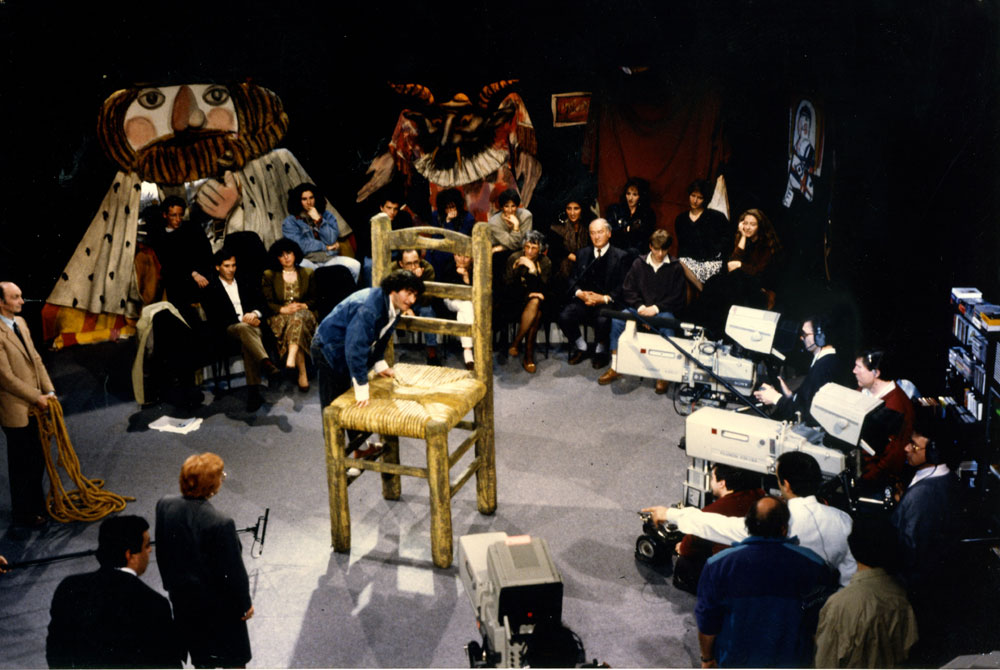
Da Storia nasce Storia. Il set con i pupazzi di Emanuele Luzzati.

Il programma non prevedeva nessuna redazione delle storie che culminavano tutte in una catarsi dei protagonisti. Però, a differenza di quanto sarebbe accaduto da lì a poco con l'arrivo dei reality, gli psicodrammi (chiamati 'giochi') che andarono in onda, in post produzione, erano tutti montati per la durata di un'ora. Nella prima fase un manifesto disegnato da Emanuele Luzzati e un bando radiofonico e televisivo, redatto dalla Rai con la Facoltà di Psicologia dell'Università Roma Sapienza, invitarono gli spettatori che avevano una storia da mettere in scena a entrare in tre gruppi di venti persone. I colloqui preliminari di selezione chiarirono al pubblico i termini del setting e analizzarono la motivazione dei partecipanti. Rai3 e lo staff clinico della Facoltà di Psicologia di Roma si impegnarono coi partecipanti a completare ogni psicodramma dal punto di vista terapeutico e a seguire le reazioni dei protagonisti alla messa in onda delle loro storie. Ottavio Rosati evitò gli studi della Rai di Torino al centro della città e realizzò un grande teatro di psicodramma nella comunità terapeutica del CeIS nel bosco di Superga con il set a ridosso di un magazzino scenografico allestito dal Teatro Stabile di Torino (diretto da Luca Ronconi). Per far arrivare il pullman della regia televisiva fino al set, la produzione ottenne dal comune di Torino di smantellare le rotaie del Tranvia elettrico a dentiera. Il Teatro Regio portò sul set tre giganteschi pupazzi di Emanuele Luzzati e gli allestimenti di varie opere liriche con cui il conduttore dei giochi evocava le immagini delle storie e dei sogni.
Poiché i funzionari televisivi erano preoccupati per le reazioni del pubblico, il programma fu trasmesso solo dopo che una ricerca psico-sociale dell'agenzia Mesomark garantì che gli psicodrammi non avrebbero troppo turbato gli spettatori. "Lo psicodramma di Rosati," commentò Ronconi al Teatro Carignano, "ai nostri amici della Rai fa più paura della guerra, la violenza e l'assassinio". Il gruppo diede vita a 40 psicodrammi. Delle sedici puntate montate ne furono trasmesse solo sette della prima serie. Le altre possono essere richieste presso i centri di Rai Teche da studenti e ricercatori. Quindici brevi estratti delle puntate sono presenti su YouTube.
Il libro omonimo con il testo e i commenti delle puntate fu edito da Eri-Rai con una prefazione dell’americanista Fernanda Pivano, amica del Living Theater, che collabora con Rosati a presentare l'opera di Jacob Levi Moreno in Italia, dagli anni Ottanta al teatro Carignano di Torino e al Piccolo Teatro di Milano fino al docufilm Generazioni d'amore - Le quattro Americhe di Fernanda Pivano (Istituto Luce Cinecittà). L'ipertesto di Rosati Quattro decenni di Plays per il Teatro del Tempo con la Pivano e la von Franz e la commedia Grandi Feste con Fuoco descrivono il contributo della Pivano al progetto di 'Da Storia Nasce Storia'.
Tra i protagonisti delle due serie del programma, Piero Ferrero, 'dramaturg' del Teatro Stabile di Torino e lo psicoanalista Aldo Carotenuto, che rappresentò in forma di psicodramma il suo best seller “Diaro di una segreta simmetria” giocando a soggetto i ruoli di Freud, Jung e Sabine Spielrein. Laura Carassai su La Stampa osservò che Da Storia nasce Storia aveva triplicato l'audience, Luciana Sica su La Repubblica parlò di un'appassionante Dinasty della psiche e Beniamino Placido, sempre su La Repubblica, a proposito della puntata che ebbe per protagonista l’attrice Rosalia Maggio, parlò di una storia degna di Balzac e di Vittorio De Sica.
Il programma era lo spin-off del workshop Giocare il Sogno Filmare il Gioco di Cinema Giovani e il TST. Le tre puntate che portarono Angelo Guglielmi a produrre Da Storia nasce Storia andarono anche in onda nel programma di Rai1 Tutto il Mondo è Teatro di Vittorio Gassman. Diversi articoli parlarono del clima affettivo che caratterizzò i due eventi di Torino. Rosati dichiarò: "Tutti i partecipanti sono stati straordinariamente felici. Il perché non so nemmeno spiegarmelo. Forse per una rara congiunzione tra la primavera prorompente, la bellezza della collina di Superga, l'amicizia e anche l'eros che sbocciavano tra i membri del gruppo, l’entusiasmo di tutti. Si toccava con mano che stavamo facendo qualcosa di nuovo grazie alla profezia di Moreno. E poi c’era il bilancio di almeno tre psicoplay memorabili. Giochi filmati. Vivi per sempre."

## Episodi
| Stagione         | Episodi | Prima TV Italia |
| ---------------- | ------- | --------------- |
| Prima stagione   | 7       | 1991            |
| Seconda stagione | 9       | 1992            |

La produzione (dal bando al montaggio) durò un anno per un totale di 40 psicodrammi e 16 puntate. I gruppi prevedevano la partecipazione attiva del pubblico insieme a attori e ospiti, professionisti del mondo della psicologia e dello spettacolo. Ogni puntata trasmessa era dedicata a un solo psicodramma. Internet non è ancora arrivato in Italia e gli spettatori interagivano per lettera o fax. Il libro omonimo pubblicato da Rai Eri contiene la trascrizione e il commento di 10 psicoplay e consente al lettore di ripercorrere e analizzare le dinamiche e le tecniche utilizzate (inversione di ruolo, doppiaggio, doppio, ristrutturazione, ecc.) Il libro parla anche del conflitto tra le dinamiche di una produzione televisive e quelle di un gruppo terapeutico.
La prima stagione è andata in onda in prima serata su Rai 3 dal 20 ottobre al 1º dicembre 1991.

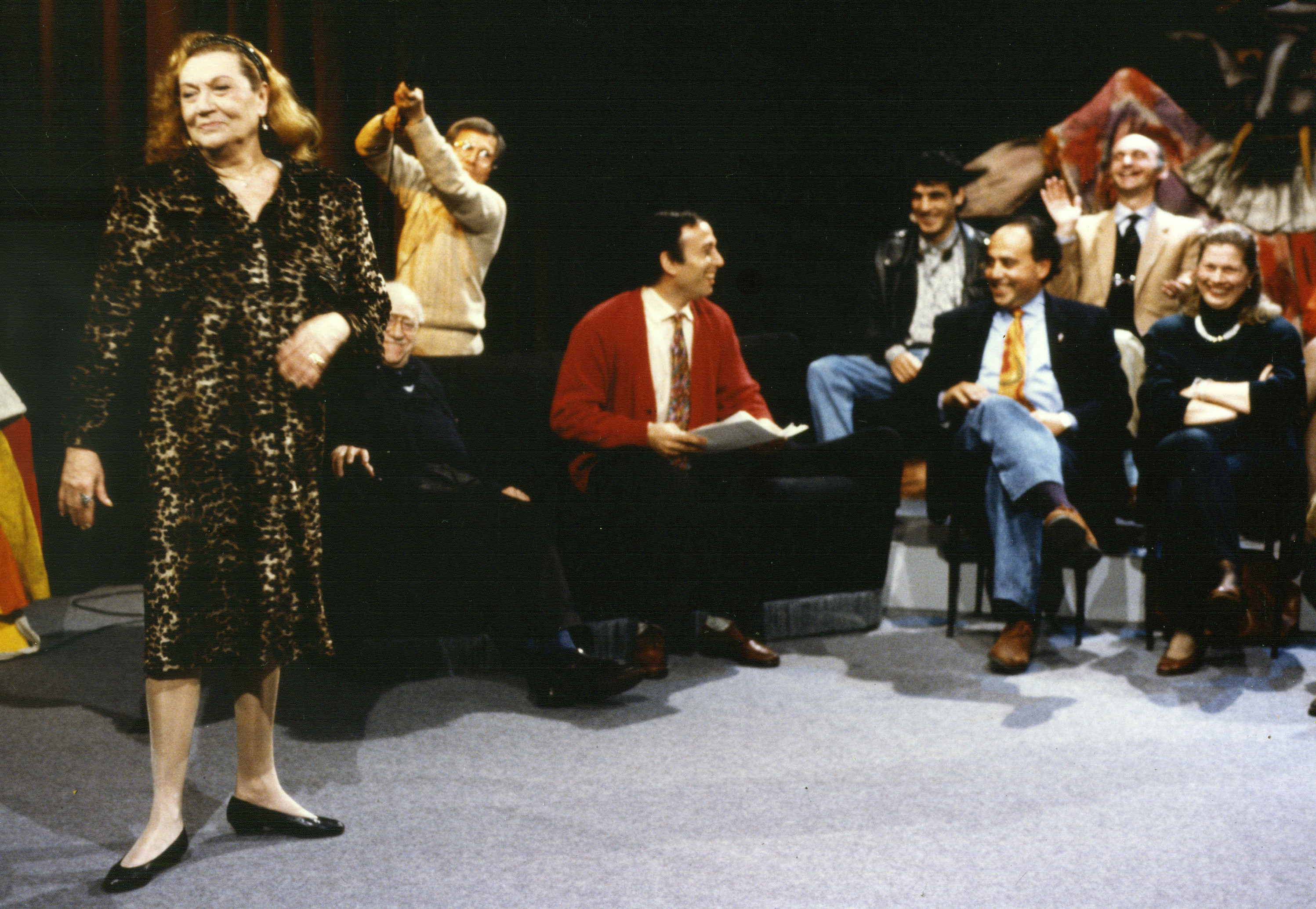
Rosalia Maggio nel suo psicoplay su Papa Giovanni

| n. | Titolo originale                         | Prima TV Italia  |
| -- | ---------------------------------------- | ---------------- |
| 1  | Giovanni, dalla terra ai libri.          | 20 ottobre 1991  |
| 2  | Federica, la rivelazione di un trauma.   | 27 ottobre 1991  |
| 3  | Luigi, dalla manipolazione alla fuga.    | 3 novembre 1991  |
| 4  | Rossana, una battaglia di fiori.         | 10 novembre 1991 |
| 5  | Adriano, uno psicodramma dalla prigione. | 17 novembre 1991 |
| 6  | Rosalia Maggio, a television miracle.    | 24 novembre 1991 |
| 7  | Renato la donna dentro la madre.         | 1 dicembre 1991  |

### Prima stagione

#### Puntata 1
Giovanni, dalla terra ai libri, del 20 ottobre 1991. Un bambino povero, figlio di un pastore, riesce a studiare grazie alla generosità di un'insegnante che lo aiuta in segreto.

#### Puntata 2
Federica, la rivelazione di un trauma, del 27 ottobre 1991. Per la prima volta nella storia della televisione italiana, una ragazza denuncia un trauma della sua infanzia e lo elabora nel gruppo.

#### Puntata 3
Luigi, dalla manipolazione alla fuga, del 3 novembre 1991. Un detenuto del carcere delle Vallette ha ricevuto dal magistrato il permesso di partecipare al programma. Dopo la ricostruzione psicodrammatico del suo crimine, evade dal set e dal carcere sparendo dalla circolazione per sempre.

#### Puntata 4
Rossana, una battaglia di fiori, del 10 novembre 1991. Rossana è cresciuta in un orfanotrofio ed è stata adottata; in psicodramma incontra per la prima volta il personaggio della madre naturale.

#### Puntata 5
Adriano, uno psicodramma dalla prigione, del 17 novembre 1991. Nell'istituto correzionale "Vallette" Adriano mette in scena il crimine per il quale è stato processato e difende un amico malato di AIDS.

#### Puntata 6
Rosalia Maggio, un miracolo televisivo, del 24 novembre 1991. L'attrice Rosalia Maggio rivela una pagina segreta della sua vita: un giorno che non ha soldi per sfamare le sue figlie, decide di prostituirsi. Sta per uscire di casa ma la ferma lo sguardo di Papa Giovanni trasmesso in televisione. In quel momento arriva la telefonata di un produttore che le offre lavoro.

#### Puntata 7
Renato, la donna dentro la madre, del 1º dicembre 1991. Un antiquario che non trova mai il suo grande amore, ritorna alla sua infanzia e, raccontando come sua madre ha tradito suo padre, fa una scoperta sensazionale.

### Seconda stagione
Gli psicodrammi della seconda stagione di Da Storia nasce Storia sono stati montati dalla Rai dall'11 marzo 1992 al 16 aprile 1992 ma non sono stati mandati in onda. Sono a disposizione degli psicologi negli archivi di Rai Teche.
| n. | Titolo originale                                                     |
| -- | -------------------------------------------------------------------- |
| 1  | Trofimena, la donna che ballava con Dio.                             |
| 2  | Lucio, il ragazzo che ha riacquistato la gioia di suonare e ballare. |
| 3  | Ines e il cavallo che le ha chiesto aiuto.                           |
| 4  | Ottavio, Uncle Romeo and "Zia Carmela".                              |
| 5  | Maria Grazia su una sedia volante.                                   |
| 6  | Carlo e le sue scarpe senza eguali.                                  |
| 7  | Carlo, il suo gemello e le donne.                                    |
| 8  | Laura, la madre perfetta.                                            |
| 9  | Aldo Carotenuto e la sua scoperta della Simmetria Segreta.           |

#### Puntata 1
Trofimena, la donna che ballava con Dio, registrata l'11 marzo 1992. L'emancipazione di una bambina del sud cresciuta in un clima matriarcale tirannico e soffocante. Si trasferisce a Milano dove trova lavoro e libertà. Trofimena ora balla con Dio in discoteca.

#### Puntata 2
Lucio, il ragazzo che ha riacquistato la gioia di suonare e ballare, registrata il 1º aprile 1992. Dopo aver assistito all'abuso sessuale della sua ragazza, Lucio diventa incapace di suonare la tromba e ballare. La messa in scena del trauma lo libera dai sintomi grazie all'empatia emotiva di Rosalia Maggio che lo fa suonare e danza con lui mentre il gruppo batte le mani.

#### Puntata 3
Ines e il cavallo che le ha chiesto aiuto, registrata il 18 marzo 1992. Oggi Ines è una donna adulta ma torna indietro nel tempo per accarezzare il magnifico cavallo che vide morire quando era bambina senza poter fare nulla per lui.

#### Puntata 4
Ottavio, Don Romeo e Zia Carmela, registrata il 25 marzo 1992. Il regista Ottavio Rosati inverte i ruoli e diventa paziente. Sotto la guida di un collega, racconta la storia della famiglia di suo padre agli inizi del 900 in Abruzzo.

#### Puntata 5
Maria Grazia su una sedia volante, registrata il 2 aprile 1992. Maria Grazia è un'assistente sociale che nel gioco realizza due sogni: essere abbracciata nel modo giusto dai ragazzi del gruppo e volare su una sedia magica.

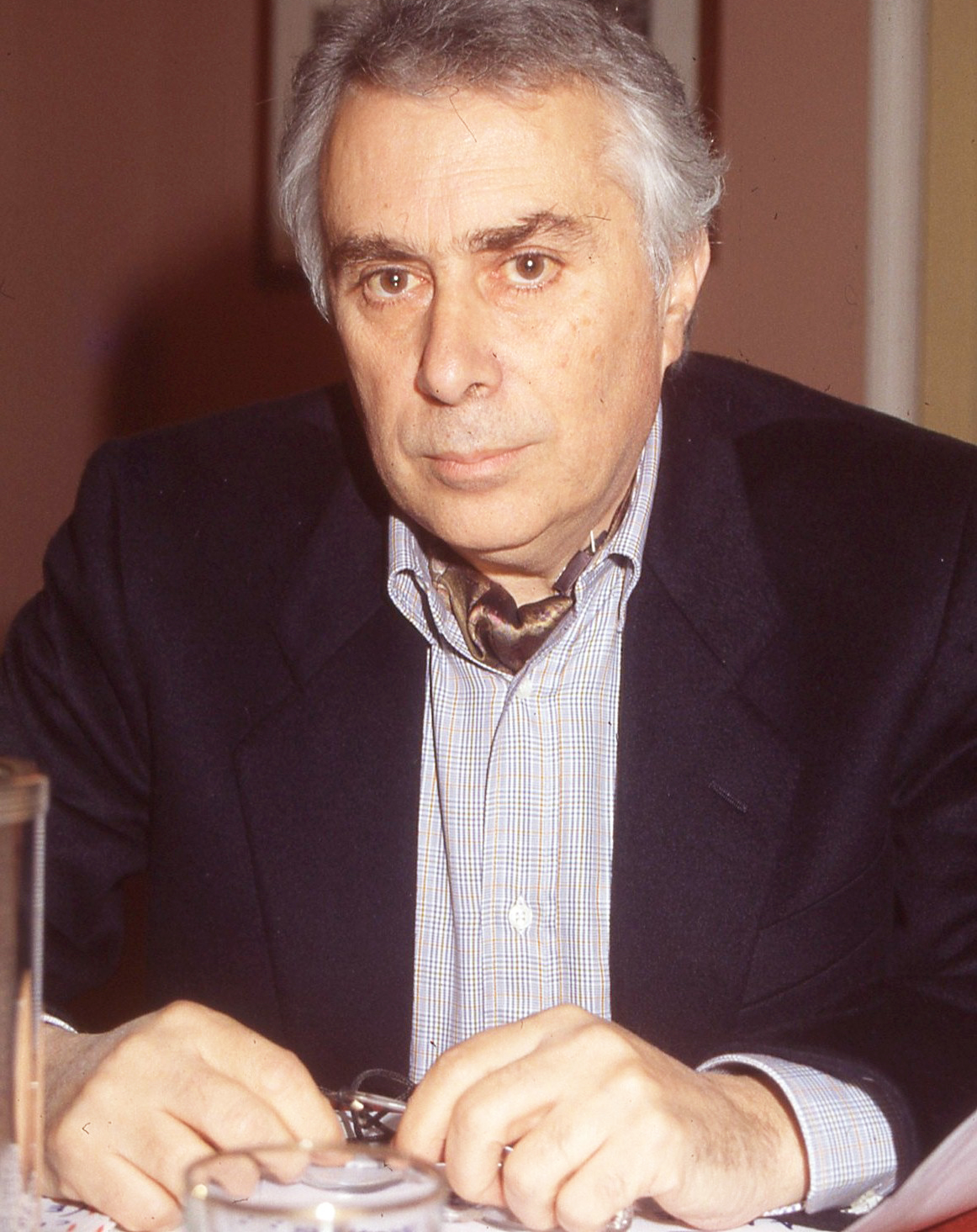
Aldo Carotenuto nello psicodramma di Freud, Jung e Sabine Spielrein

#### Puntata 6
Carlo e le sue scarpe spaiate, registrata il 9 aprile 1992. Carlo è un ragazzo gay che indossa due scarpe di colore diverso. Non si sente accettato da suo padre e fa il suo coming out in televisione. Un cameraman lascia la sua postazione e va ad abbracciarlo.

#### Puntata 7
Carlo, il suo gemello e le donne, registrata il 23 aprile 1992. Le confessioni di un ragazzo che ha un fratello gemello e ama conquistare le donne.

#### Puntata 8
Laura, la madre perfetta, registrata il 1º maggio 1992. Laura si considera una madre perfettamente risolta e lo dichiara al gruppo. La sua sicurezza irrita un cameraman che difende le madri normali e piene di difetti.

#### Puntata 9
Aldo Carotenuto e la sua scoperta della Simmetria Segreta, registrata il 16 aprile 1992. Il famoso psicoanalista Aldo Carotenuto, autore di "Diario di una segreta simmetria", un best seller sulla storia segreta di Freud, Jung e Sabine Spielrein, rappresenta i personaggi del suo libro chiave di psicodramma.

## Il bando, i pupazzi di Luzzati e la scenografia
Il pazzariello del bando, con cui Rai 3 annunciò la formazione dei gruppi in tutta Italia, è di Emanuele Luzzati che due anni prima aveva disegnato quello di Giocare il sogno, Filmare il gioco (un teatro dei burattini con Freud e J. L. Moreno). Anche di Luzzati sono i tre grandi pupazzi sul fondo del set (Il Re, la Regina, il Diavolo).
La scenografia del programma è di Ottavio Rosati che con la realizzazione di questo set-setting psicodrammatico intende aggiungere per la prima volta in psicodramma un operatore immaginale artistico ai quattro classici operatori terapeutici di trasformazione teorizzati da Edgar Lorin .

## Esiti del programma e spin off
Alessandro Cecchi Paone in una puntata de La Macchina del Tempo chiamò Rosati a chiarire le differenze tra la formula di 'Da Storia nasce Storia' e i reality. In seguito i due realizzarono insieme per Rai 2 'Lo psicologo di famiglia' (1992-1995), una versione televisiva del programma di divulgazione della psicoanalisi, che Françoise Dolto tenne alla radio dal 1976 al 1978 per la Radio Televisione Francese, sempre con la formula di interazione attraverso le lettere degli spettatori.
Il filosofo neo-junghiano Mario Trevi, maestro di Rosati, che nel 1985 aveva collaborato, insieme a Dario Fo, a un radio documentario su Jacob Levi Moreno di RaiRadio-tre, si rifiutò di vedere le puntate del programma. Un lapsus (Caro Ottavio, non confonda la mia indifferenza per affetto paterno) e un futuro outing fatto dal regista su Trevi in forma di cortometraggio  conclusero un’analisi didattica durata 11 anni.
La sola critica negativa alla produzione di Rai 3 fu quella di Sergio Saviane su "Il Giornale". In un’intervista per La Repubblica, a proposito di un reality di Rai 2, Rosati dichiarò: "Il gruppo durante lo psicodramma tende a dirsi delle cose eccezionali… quando facciamo psicodramma noi rappresentiamo i punti critici del Sé per uno scopo terapeutico, qui [nel serial di Rai due N.d.r.] invece si individuano i punti interessanti da un punto di vista spettacolare. Il conduttore dello psicodramma, come l'autore di questo sceneggiato, poi struttura la storia. Insomma, al montaggio ritorna la tradizionale sovranità dell'autore. Nessuna storia è fine a sé stessa: non esiste finché non è rappresentata".
Nel 2019 presentando il DVD de “Le Psychodrame” di Moreno e Rossellini (Istituto Luce Cinecittà) al Torino Film Festival e alla Festa del Cinema di Roma, Rosati annuncia ‘Il Teatro del Tempo’ come Spin-off di ‘Da Storia Nasce Storia’: "Oggi non uso più repertori scenografici: proietto le immagini sugli schermi in un attimo. Inoltre moltiplico facilmente gli angoli di ripresa grazie alle videocamere digitali. Per la serie pilota 'Sette Emozioni', su Jaak Panksepp al Teatro Off Off di Roma e alla Fondazione Monte dei Paschi di Siena, utilizziamo gli smartphone del gruppo al posto delle pesanti telecamere di 'Da Storia nasce Storia'. Moreno ne sarebbe felicissimo. La sua visione dell'uomo è sistemica, si basa sulle reti, il 'tele' e le relazioni. Non ha inventato Internet ma il suo genio lo ha intuito".